# Alberts Leikarts
Alberts Leikarts (russisch Альберт Эдуардович Лейкарт; * 24. Dezember 1908jul. / 6. Januar 1909greg. in Riga; † 20. Juli 1942 bei Leningrad) war ein lettischer Fußballspieler.

## Karriere und Leben
Alberts Leikarts begann seine Fußballkarriere Ende der 1920er Jahre beim Lettischen Nationalen Jugendverband (LNJS Riga). Im Jahr 1930 absolvierte Leikarts eine Saison beim LSB Riga in der Virslīga, der höchsten lettischen Spielklasse. Nach einer vermutlichen dreijährigen Pause war Leikarts in den Jahren 1933 und 1934 für SSS Spēks aktiv, bei dem er bis zum Verbot nach dem Ulmanis-Putsch blieb. 1934 spielte Leikarts für die Progresīvā jaunatne (Fortschrittliche Jugend). Im Jahr 1935 war Leikarts Teil der Mannschaft von JKS Riga, dem lettischen Zweig der Christlichen Jungen Menschen, mit dem er in der Virslīga spielte. Ab 1936 spielte Leikarts vier Jahre für LAS Riga, einen Verein der Arbeitersportbewegung.
Als Soldat in den Reihen der 201. Schützendivision der Roten Armee nahm Leikarts am Zweiten Weltkrieg teil. Er fiel im Juli 1942 im Alter von 33 Jahren in der Nähe von Leningrad.

## Weblink
- Lebenslauf bei kazhe.lv (lettisch)